# 中地義和
中地 義和（なかじ よしかず、1952年11月8日 - ）は、日本のフランス文学者。東京大学名誉教授。学位は、Ph.D.。アルチュール・ランボーが専門。和歌山県出身。

## 略歴

### 学歴
- 和歌山県立串本高等学校卒業
- 1976年3月　東京大学教養学部教養学科フランス分科卒業
- 1979年3月 東京大学大学院人文科学研究科仏語仏文学専門課程修士課程修了
- 1985年　パリ第3大学第三期課程博士取得
- 1986年3月　東京大学大学院人文科学研究科仏語仏文学専門課程博士課程単位取得退学

### 職歴
- 1982年10月　パリ第3大学東洋語東洋文明研究所講師（1983年9月まで）
- 1986年4月　東京大学教養学部助手
- 1988年4月　東京大学教養学部助教授
- 1992年4月　文学部助教授
- 1995年4月　人文社会系研究科助教授
- 1996年2月　教授
- 2011年　文学部・文学研究科長　2018年定年退任、名誉教授。

## 著書
- 『ランボー 精霊と道化のあいだ』青土社 1996
- 『ランボー自画像の詩学』岩波書店〈岩波セミナーブックス〉 2005
- 編『ボードレール　詩と芸術』水声社 2023

### 翻訳
- ジョルジュ・バタイユ『エロティシズムの歴史』湯浅博雄共訳 哲学書房 1987／ちくま学芸文庫 2011
- J・M・G・ル・クレジオ『ロドリゲス島への旅』朝日出版社 1988
- ル・クレジオ『黄金探索者』新潮社 1993／河出書房新社 2009「世界文学全集 Ⅱ-09」
- ル・クレジオ『もうひとつの場所』新潮社 1996
- アントワーヌ・コンパニョン『近代芸術の五つのパラドックス』水声社 1999
- ブリューノ・モンサンジョン『リヒテル』 鈴木圭介共訳 筑摩書房 2000
- フランソワ・ルガ『インド洋への航海と冒険』岩波書店 2002「17・18世紀大旅行記叢書」
- ロラン・バルト『ロマネスクの誘惑』みすず書房 2006「バルト著作集9 1975-1977」
- 『ランボー全集』青土社 2006（全1巻）- 平井啓之・湯浅博雄・川那部保明と共編訳
- アントワーヌ・コンパニョン『文学をめぐる理論と常識』吉川一義共訳 岩波書店 2007
- 『ロラン・バルトの遺産』みすず書房 2008

エリック・マルティ/アントワーヌ・コンパニョン/フィリップ・ロジェ、石川美子共訳
- 『ル・クレジオ、映画を語る』河出書房新社 2012
- ル・クレジオ『隔離の島』筑摩書房 2013／ちくま文庫 2020
- ル・クレジオ『嵐』作品社 2015
- アントワーヌ・コンパニョン『書簡の時代 ロラン・バルト晩年の肖像』みすず書房 2016
- ル・クレジオ 『心は燃える』鈴木雅生共訳 作品社 2017
- 『対訳 ランボー詩集』岩波文庫 2020 編訳
- ル・クレジオ『アルマ』作品社 2020
- ル・クレジオ『ビトナ　ソウルの空の下で』作品社 2022
- ル・クレジオ『ブルターニュの歌』作品社 2024